# Still-BH

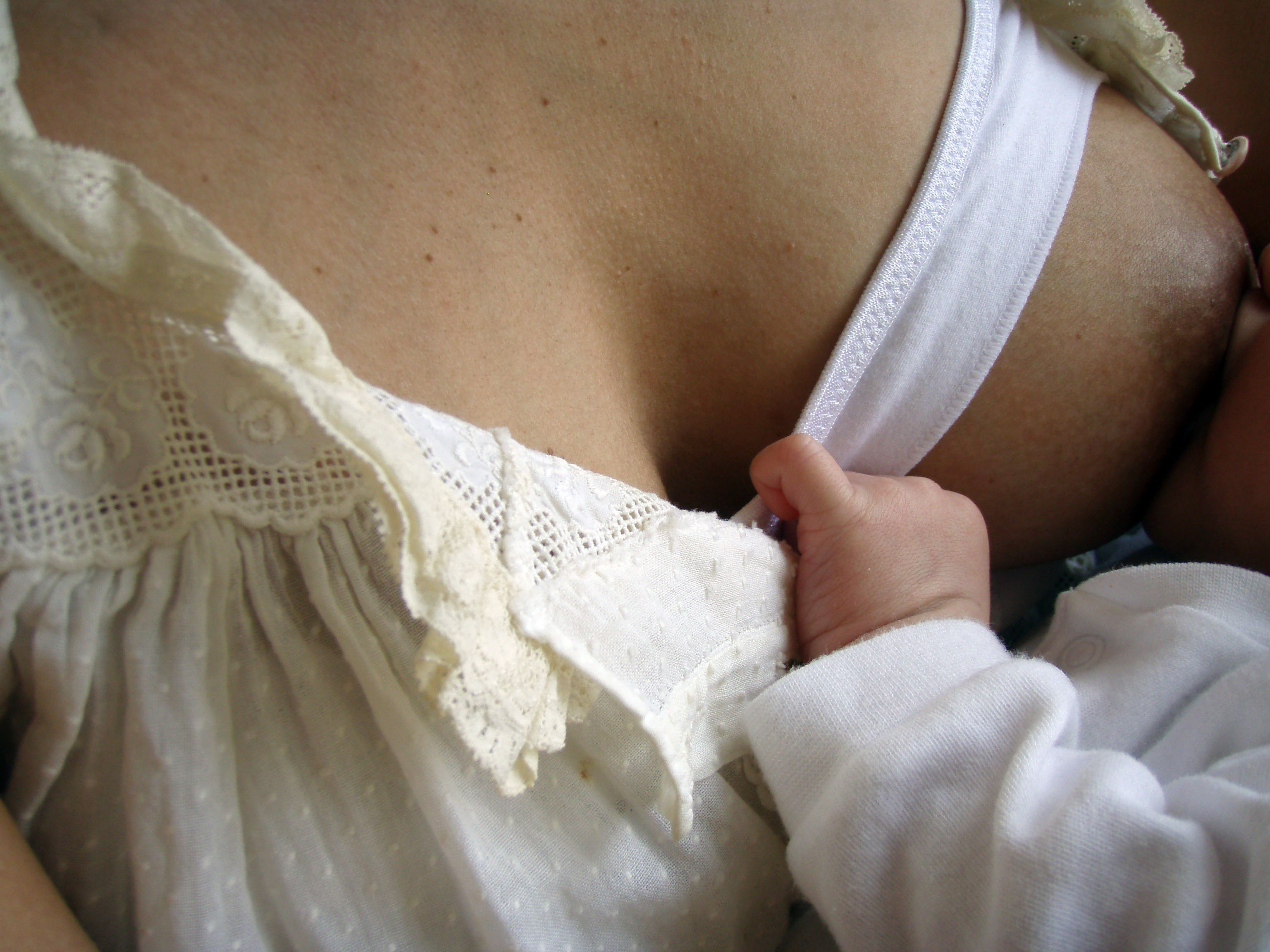
Stillen mit einem Still-BH

Ein Still-BH ist ein speziell für stillende Mütter entwickelter Büstenhalter.

## Beschreibung
Durch den BH wird ermöglicht, das Baby zu stillen, ohne den BH ausziehen zu müssen. Eine der wichtigsten Eigenschaften des Still-BHs sind somit die Körbchen, die sich einfach öffnen lassen. Es gibt unterschiedliche Wege, wie die Körbchen eines Still-BHs geöffnet werden können. Darunter sind die Systeme mit Clips, Knöpfen, Reißverschlüssen und Druckknöpfen weit verbreitet.

## Geschichte
Der erste Büstenhalter für Schwangere geht auf die amerikanische Designerin Emma Goodman im Jahr 1888 zurück. Im Jahr 1914 wurde ein US-Patent für einen BH an die Amerikanerin Mary Phelps Jacob erteilt. Etwa 30 Jahre später, im Jahr 1943, folgte das Patent für den Still-BH („nursing brassiere“) von Albert A. Glasser aus Los Angeles. Der Babyboom ab Mitte der 1940er Jahre löste einen Verkaufsboom bei Still-BHs aus.